# Nutthasit Kotimanuswanich
Nutthasit Kotimanuswanich (ณัฐสิทธิ์ โกฏิมนัสวนิชย์, spesso traslitterato come Natthasit Kotimanuswanich), noto anche con lo pseudonimo di Best (เบสท์) (8 gennaio 1993), è un attore thailandese.

## Biografia
Esordisce sul grande schermo nel 2013 con Tang Wong, riuscendo a vincere il premio come Miglior attore non protagonista ai Suphannahong National Film Awards; tra gli film in cui ha recitato anche Awasarn Lok Suay (2016), che gli ha valso un'ulteriore candidatura ai Suphannahong Nation Film Awards, e Siam Square (2017).
In televisione è più noto per le interpretazioni di Hong Fey in Love Books Love Series, nel 2017, e di Tong in Notification - Tuean nak.. rak sa loei, nel 2018.
Ha frequentato prima la Debsirin School e successivamente il College of Social Communication Innovation all'Università Srinakharinwirot.

## Filmografia

### Cinema
- Tang Wong, regia di Kongdej Jaturanrasamee (2013)
- 24h. Bplon Bang Arai Bang (2015)
- 11-12-13 Rak Kan Ja Tai, regia di Sarawut Wichiensarn (2016)
- Awasarn Lok Suay, regia di Ornusa Donsawai, Onusa Donsawai e Pun Homchuen (2016)
- Siam Square, regia di Pairach Khumwan (2017)
- Premika, regia di Siwakorn Charupongsa (2017)

### Televisione
- Love Blood - serie TV, 1 episodio (2014)
- Ban tuek kam - serie TV (2014)
- I See You - serie TV, 1 episodio (2016)
- TalkTalk of the Town - serie TV, 1 episodio (2016)
- The Graveyard Story - serie TV (2016)
- Love Songs Love Series To Be Continued - Peuan sanit - serie TV (2017)
- Love Songs Love Series - serie TV (2017)
- Love Books Love Series - serie TV, 4 episodi (2017)
- Notification - Tuean nak.. rak sa loei - serie TV, 8 episodi (2018)
- Dek mai - Girl from Nowhere - serie TV (2018)
- Friend zone - Ao hai chat - serie TV, in produzione (2018)

## Discografia

### Singoli
- 2017 - Laung dee
- 2018 - Linaria (con gli Avocado Industry)

## Riconoscimenti
- Suphannahong National Film Awards
  - 2014 – Miglior attore non protagonista per Tang Wong
  - 2017 – Candidatura Miglior attore non protagonista per Awasarn Lok Suay